# Barabás Zsolt (kézilabdaedző)
Barabás Zsolt (Székesfehérvár, 1947. november 8. – Székesfehérvár, 2024. augusztus 21.) magyar kézilabdázó, edző, női szövetségi kapitány (1986–1988).

## Pályafutása

### Játékosként
1963-ban kezdett kézilabdázni Székesfehérváron. 1966-tól a Testnevelési Főiskolára járt. 1971-ig a főiskola csapatában szerepelt. 1971-ben testnevelés tanárként végzett, 1974-ben kézilabda-szakedzői diplomát szerzett. 1971–1973 között a Székesfehérvári MÁV Előrében szerepelt. Ezután befejezte játékos pályafutását

### Edzőként
1971-ben kezdett edzősködni. A Székesfehérvári MÁV Előre ifjúsági csapatának volt az edzője. 1974–1976 között ugyanott a felnőttek edzését irányította. 1980-tól a magyar női junior válogatott kapitánya lett, majd 1986–1988 között a magyar női kézilabda-válogatott vezetője volt. Ezt követően 1 évig Kuvaitban volt klubedző. 1989–1991 között a Tisza Volán férfi csapatát trenírozta. 1992-ben az Alcoa Köfém női csapatához került. 1995-ben felhagyott az edzősködéssel. Utána a Kodolányi János Főiskola Testnevelési Tanszékén dolgozott testnevelő tanárként.